# Ленчеш, Лайош
Лайош Ленчеш (венг. Lencsés Lajos; род. 18 января 1943, Дорог) — венгерский гобоист.

## Биография
Окончил Будапештскую академию музыки, затем совершенствовал своё мастерство в Париже и Ницце под руководством Этьена Бодо и Пьера Пьерло. В 1968 году разделил с Жан-Клодом Мальгуаром вторую премию Международного конкурса исполнителей в Женеве (первая премия не присуждалась).
Некоторое время играл в оркестре Philharmonia Hungarica, а с 1971 г. на протяжении многих лет первый гобой Симфонического оркестра Штутгартского радио. Выступал c такими дирижёрами, как Серджиу Челибидаке, Карл Мюнхингер, Невилл Маринер, Кристоф Эшенбах.
Среди более чем 50 дисков, записанных Ленчешем, — весь ведущий гобойный репертуар, в том числе концерты в диапазоне от Томазо Альбинони до Андре Жоливе. Записал Ленчеш и альбом с произведениями венгерских композиторов (Золтан Кодай, Фридьеш Хидаш, Ференц Фаркаш и др.).